# Eryphe petiolata
Eryphe petiolata är en tvåvingeart som beskrevs av Robineau-desvoidy 1863. Eryphe petiolata ingår i släktet Eryphe och familjen parasitflugor.
Artens utbredningsområde är Frankrike. Inga underarter finns listade i Catalogue of Life.